# Amy Coney Barrett
Amy Coney Barrett (oprindelig Amy Vivian Coney; født 28. januar 1972 i New Orleans i Louisiana i USA) er en amerikansk højesteretsdommer.

## Nominering til amerikanske højesteret
Den 26. september 2020 nominerede præsident Donald Trump hende til den post som amerikansk højesteretsdommer som blev ledig efter Ruth Bader Ginsburgs død. 27. oktober 2020 blev nomineringen godkendt af et flertal på 52-48 i det amerikanske senat, og Barett blev derved den tredje konservative dommer som Trump udpegede til USA's højesteret i sin tid som præsident.

## Personligt liv
Siden 1999 har Barrett været gift med en medstuderende fra Notre Dame Law School, Jesse M. Barrett. De bor i South Bend og har syv børn hvoraf to blev adopteret fra Haiti . Deres yngste biologiske barn har Downs syndrom. Barrett er praktiserende katolik.

## Udvalgte udgivelser
- John H. Garvey; Amy Coney Barrett (1998), "Catholic Judges in Capital Cases", Marquette Law Review, 81 (2): 303-350, Wikidata  Q99662858
- Amy Coney Barrett (2003), "Stare Decisis and Due Process", University of Colorado Law Review, 74: 1011+, Wikidata  Q99662842
- Amy Coney Barrett (juni 2008), "Procedural Common Law", Virginia Law Review, 94 (4): 813-888, JSTOR 25470574, Wikidata  Q99662816